# Воденски надпис
Воденският надпис е кирилски текст на български език от Воден (Едеса), Гърция.

## История
Плочата е открита във Воден в 1991 г. от работници при ремонтни работи в старата българска митрополия на града – храма „Успение на Света Богородица“ (гр.: Ναός Κοιμήσεως Θεοτόκου – Παλιά Μητρόπολη Έδεσσα). От тях е откупена от местния активист Николаос Стоидис. През 1997 г. той представя плочата за експертиза и откупуване от Националния исторически музей първо на неговия директор Божидар Димитров, който изследва плочата и публикува надписа.
След като в 1997 г. НИМ не проявява желание да откупи плочата, откривателят ѝ я предлага на Скопие, но и оттам няма ясно решение и тя е върната във Воден, където през септември 1997 г. е конфискувана от гръцките власти и според непотвърдена информация е оставена на съхранение в склад за византийски старини в Бер.

## Описание
Надписът е врязан със специфична калиграфия върху мраморна плоча с размери ширина 65 см, височина 56 см, дебелина от 4 до 7 см и тегло 42 кг. Буквите са високи, широки и дълбоки съответно 32 мм, 25 мм и 1 мм. Нейните датировка и достоверност са обект на силно оспорвана научна дискусия.

## Анализ
Определян е като разминаващ се с характерните за времето на цар Самуил езикови и калиграфски особености, смислово близък до смятания във възрожденската историография за основател на Самуиловата династия и споменаванан като такъв в надписа „Шишман от Търново“ и пр.
Божидар Димитров го определя като възрожденски надпис от времето на борбите на македонските българи от Воден за независима българска църква през XIX век. Пламен Павлов също го смята за възрожденска работа на воденските българи. Анчо Калоянов определя, че е късен препис на документ от времето на Самуил, допълнен в началото на XIII век и в 30-те години на XIV век когато окончателно е фиксиран върху камък.
Други, изхождайки от свързването на Константинопол, центърът на официалната византийска църковна власт, със Сатаната, го свързват не с политически антагонизъм, а с влияние на последователите на поп Богомил и сина му Иеремия (това име се споменава в надписа) – богомилите, чиито многобройни характерни надгробия с форма на келтски кръст са запазени и днес в с. Въмбел, с. Постол, с. Илиджиево и на други места в Леринско, Ениджевардарско и Солунско.
Славистът Иван Добрев в монографията си „Два Царсамуилови надписа“ също изследва, публикува и приема автентичността на надписа. Воденският надпис на цар Самуил е включен и представен в „История на българската средновековна литература“, издадена през 2008 г.
Според анализ на Елена Костич и Γеоргиос Веленис става дума за надпис, който е създаден шест века по-късно от изписаната дата, и по-точно в десетилетията на преход между XVI и XVII в. Това е бурен период от балканската история, през който някои изтъкнати епископски катедри като тези на Охрид, Печ и Велико Търново започват да инициират действия срещу ислямския свят.

## Текст
Текстът е написан на 9 реда:
въ водень градъ самодрьжавьнаго аꙁъ самоиль | въ х҃ра вѣр ц҃р бльгаромь ї римѣномь бг҃ом въꙁдвиженыи самодрь|жьць всѣмъ странаамь оть рашка долнїѧ до макѣдоніа теса|лиіа ї хѣлада вьнꙋкь же шишманѣ стараго кавганꙋ тьрнов|омь сътворих се домь въ вѣкы начѧть быстъ при ѥремїа крьстѣны|н прьваго оть мѣлнік. дѣлаѥть сѧ на грѣхы ї спасенїе бльгаромь | оть сатанила проклѧть иже оть цариградъ исходить. кончѣ сѧ хра|мь съ въ лѣта їд црство моего помощіѫ гаврила пастырꙋ чрьнориꙁ|ца мьгленом написах же сѧ въ лѣто ѕ҃ѵ҃ҫꙁ҃ ꙁ оть створенїа мирꙋ инд е҃.
и гласи:
| „ | В самодържавния град Воден Аз Самуил, верен в Христа Цар на Българите и Ромеите, от бога изпратен самодържец на всички страни от Рашка до Македония, Тесалия и Гърця, внук на стария Шишман, който беше Хан на жителите на Търново, построих този молитвен дом, за да съществува във вечността. Основите бяха положени в епохата на Иеремия, който беше пръв християнин от Мелник. Построен бе за греховете и спасението на българите от проклетия Сатана, който произхожда от Константинопол. Този храм бе завършен през 14-ата година от царуването ми с помощта на свещеника Гаврил, който е духовен пастир на жителите на Мъглен. Написано през година 6497 от създаването на света (989 г.) 5-и Индиктион. | “ |